# Suzuki B-King
La B-King est un modèle de motocyclette produit par le constructeur japonais Suzuki.

## Description
Apparue pour la première fois aux yeux du grand public sous forme de prototype lors du salon de Tokyo en 2001, la B-King est un roadster.
Après des années d'incertitude              malgré le très bon accueil du public, Suzuki décide enfin de commercialiser la B-King au mois d'octobre 2007, dans un aspect très proche du prototype de 2001.
Elle reprend les bases moteur de la GSX1300R Hayabusa, dans sa nouvelle version 2007.
La B-King développe la bagatelle de 183,6 ch (135 kW) à 9 500 tr/min, avec un couple faramineux de 14,9 mkg à 7 200 tr/min.
La version française bridée à 106 chevaux, fait tout de même 13,6 mKg de couple à 5 600 tr/min grâce à un bridage qui ne la castre pas trop niveau caractère.
Elle possède de nombreux équipements de série, tel qu'un amortisseur de direction ou un embrayage anti-dribble.
Par ailleurs, elle bénéficie du système déjà connu sur la GSX1000R 2007 permettant de modifier la cartographie d'injection grâce à deux boutons placés à droite du bouchon de réservoir avec deux positions : A et B. Dans le mode B, le couple de la moto est diminué de 30 % pour pouvoir rouler sans risque dans des conditions d'adhérence faible (pluie...).
La partie cycle se compose d'un cadre périmétrique en aluminium.
La fourche télescopique de type inversée et l'amortisseur arrière sont réglables en détente, compression et précharge.
Le freinage est effectué, à l'avant, par deux disques de 310 mm mordus par des étriers radiaux à quatre pistons, et à l'arrière par un disque de 260 mm et un étrier simple piston. Le tout est estampillé Nissin.
La double sortie d'échappement sous la selle au design triangulaire que l'on peut qualifier de futuriste, est caractéristique du modèle.